# Standbeeld koningin Wilhelmina (Utrecht)
Het Standbeeld van koningin Wilhelmina bevindt zich in het Wilhelminapark in de wijk Oost in Utrecht.
Het monument is vervaardigd van brons en beeldt de vorstin uit op latere leeftijd. Het beeld is van de hand van Mari Andriessen en werd in 1968 onthuld. Het toont sterke verwantschap met het beeld van Charlotte van Pallandt, dat in hetzelfde jaar in Rotterdam werd onthuld. De tekst op de lage sokkel luidt: Koningin Wilhelmina 1880-1962. Het beeld van de onverzettelijke vorstin geldt ook als monument voor het Nederlands verzet. Het beeld is geadopteerd door twee basisscholen in Utrecht.